# 拉姆里弗 (明尼蘇達州)
拉姆里弗（英語：Rum River）是位於美國明尼蘇達州本頓縣格拉尼特萊奇的一個非建制地區。

## 地理
拉姆里弗所處的海拔為高於海平面366米（即1201英呎），而該地所採用的時區為UTC-6，即北美中部時區（CST）。同時該地設有夏令時間，為UTC-6調快一小時，即UTC-5（CDT）。